# Liste der Dreizehn Zehntausendschaften
Dies ist eine Liste der Dreizehn Zehntausendschaften (tib.: khri skor bcu gsum) aus der Mongolen-Zeit der tibetischen Geschichte. Die Angaben zu den Zehntausendschaften weichen in verschiedenen Quellen sehr stark voneinander ab. 
Die Angaben erfolgen in einer deutschen Schreibung für das Tibetische, nach der Umschrift von Wylie, in chinesischer Pinyin-Schreibung und in chinesischen Schriftzeichen.
1. Latö Lho (La-stod-lho / Ladui Luo 拉堆洛万户)
2. Latö Chang (La-stod-byang / Ladui Jiang 拉堆绛万户)
3. Chumig (Chu-mig / Qumi 曲弥万户)
4. Gurmo (Gur-mo / Gurmo 古尔摩万户 oder Gumo 固莫万户)
5. Shalu (Zha-lu / Xialu 霞鲁万户)
6. Shang (Shangs / Xiang 香万户 oder Jiangzhuo 绛卓万户 byang-hbrog)
7. Gyama  (Rgya-ma / Jiamawa 加麻瓦万户)
8. Phagdru (Phag-gru / Pazhu 帕竹万户)
9. Drigung (Bri-gung / Zhigong 直贡万户)
10. Tshelpa (Tshal-pa / Caiba 蔡巴万户)[4]
11. Chayül  (Bya-yul / Zhayouwa 札由瓦万户)
12. Yardrog (Yar-'brog / Yangzhuo 羊卓万户)
13. Yasang (G.ya'-bzang / Yasang 雅桑万户)

(Quelle:)